# جدلية بداية الحمل

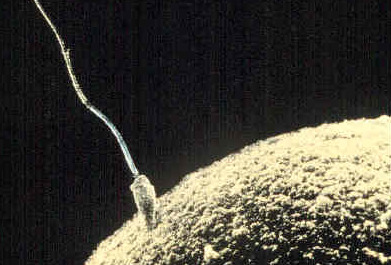

تظهر جدلية بداية الحمل في سياقات مختلفة، خاصةً في النقاش المتعلق بالإجهاض في الولايات المتحدة. يُعرَّف الإجهاض على أنه إنهاء للحمل القائم، وليس تدمير للبويضة المخصبة، وذلك اعتمادًا على كيفية النظر إلى فترة بدء الحمل. يمكن تصنيف بعض طرق تحديد النسل بالإضافة إلى بعض طرق علاج العقم على أنها مسببات للإجهاض.
لا تُعتبر جدلية بداية الحمل قضيةً علميةً في المقام الأول، إذ تحسنت المعرفة المتعلقة بالتناسل البشري وتنميته للغاية؛ ما تزال المسائل اللغوية المتعلقة بهذه الجدلية موضع نقاش لأسباب أخرى. تطرح القضية تشعبات اجتماعية وقانونية وطبية ودينية وفلسفية وسياسية أكبر لأن بعض الناس -كمجموعة «النساء المهتمات بأمريكا» الناشطة مثلًا- يساوون بداية الحمل ببداية حياة الكائن البشري. ترتبط العديد من هذه الحجج بالحركة المناهضة للإجهاض. لا يُعتبر إيقاف العملية إجهاضًا وفق هذه الطريقة في التفكير في حال عدم بدء الحمل بعد، وبالتالي لا يمكن أن ينطوي الأمر على أي من القضايا الأخلاقية المرتبطة بالإجهاض، ولكن يُعتبر إيقاف العملية في حال حدوث الحمل فعلًا مهمًا من الناحية الأخلاقية.
يُعتبر وجود تلك المفاهيم الأيديولوجية والدينية مثل «نفخ الروح» (سواء قيل أم لم يقال عن إنسان ما أنه انتقل من مجرد مادة إلى وجود كيان روحي داخله) و«التشخص» (سواء قيل أم لم يقال عن إنسان ما أنه فرد مميز متمتع بحقوق إنسان فطرية) خارج التحليل العلمي من التعقيدات الرئيسية لهذه الجدلية، وبالتالي جادل العديد من الأفراد بأن بداية الحمل لا يمكن تحديدها بدقة من خلال الأدلة المادية وحدها. لا يمكن دراسة أي تجربة موجودة (أو قد تُوجد) لقياس روحانية كائن ما أو شيء حي بنفس طريقة قياس الطول، ودرجة الحرارة، والوزن، إلخ.
جادلت بعض التعليقات الأيديولوجية والدينية عمومًا بوجوب اعتبار الحمل بادئًا منذ لحظة الحمل الأولى عندما يلقح الحيوان المنوي البويضة. جادلت تعليقات أخرى في المقابل بأن العمر الحملي يبدأ عند نقطة أخرى، أي عند انتهاء عملية التخصيب (عندما تتميز الخلية المستقلة الجديدة وراثيًا عن البويضة والحيوان المنوي السابقين) أو عندما يحصل الانغراس (عندما تستقر مجموعة من الخلايا في جدار الرحم، ما يسمح لها بالنمو بسرعة). تعني الآثار المترتبة على هذ الإشكال أنه على الرغم من قدرة المجتمع العلمي على وصف العمليات الجسدية بالتفصيل، ولكن لم يُتفق على القرار حول ما يجب تسميته «إجهاضًا» وما يجب تسميته «تحديد النسل» أو منع الحمل.

## تحديد النسل- آلية العمل
تمنع طرق تحديد النسل عادةً الإخصاب. لا يمكن اعتبار هذا إجهاضًا لأن هذه الطرق لا تسمح للحمل بالبدء. ومع ذلك، قد يكون لبعض الطرق تأثيرًا ثانويًا على منع الانغراس، وبالتالي السماح لما قبل الجنين بالموت. قد يخلص بعد ذلك أولئك الذين يحددون بداية الحمل بانتهاء عملية التخصيب إلى وجوب أخذ الأدوية المجهضة بعين الاعتبار.
تنتشر التكهنات حول آليات ما بعد التخصيب بكثرة، حتى أنها تظهر في مدخلات معلومات المرضى الذين يستعملون وسائل تحديد النسل الهرمونية، ولكن لا يوجد دعم سريري لهذه التكهنات. يمكن اعتبار دراسة مصغرة وحيدة أُجريت على أربع عشرة امرأة، دليلًا على التأثير المشابه لوسائل منع الحمل الرحمية [اللولب الرحمي]، واقتُرحت أيضًا دراسة حول حبوب منع الحمل المركبة.

## العيوشية والحمل المؤكد
يمكن طرح مسألة أخرى ذات صلة بهذه الجدلية، وهي عدد المرات التي يؤدي فيها الإخصاب إلى حمل ثابت يمتلك الجنين فيه قابلية للحياة. تشير الأبحاث المتعلقة بمرضى الإخصاب في المختبر إلى فشل 30% إلى 70% من حالات انغراس الأجنة المخصبة، على الرغم من أنه من غير المعروف ما إذا كان هذا المعدل يتوافق مع معدلات الانغراس البشري المنخفضة بطبيعتها (في الحمل الطبيعي) أو مع تغير الحالة الفسيولوجية. تعاني نحو 25% من النساء اللواتي ينجح معهن التخصيب في المختبر من فقدان الحمل المبكر في الأسبوع السادس من العمر الحملي (بعد آخر دورة شهرية للمرأة)، في حين تعاني 7% منهن من الإجهاض أو ولادة جنين ميت. نتيجةً لما سبق، لا تؤدي نحو 50% إلى 70% من البويضات المخصبة -حتى من دون استخدام وسائل تحديد النسل- إلى حالات حمل ثابتة على الإطلاق، ناهيك عن الولادة نفسها.

## أخلاقيات منع الانغراس
تُعتبر رغبة المرأة في منع الحمل عاملًا مهمًا في اعتبار بعض المجموعات المناهضة للإجهاض ما إذا كان فعل منع الحمل فعلًا مجهضًا أم لا. تمتلك وسائل تحديد النسل الهرمونية تأثيرًا محتملًا على منع انغراس الكيسة الأريمية. تعتبر بعض المجموعات المؤيدة للحياة أن استخدام هذه الأدوية بهدف منع الحمل أمرًا غير أخلاقي، ويعود السبب في ذلك إلى إمكانية التسبب في إنهاء حياة بشرية جديدة.
يمكن أيضًا استخدام وسائل تحديد النسل الهرمونية كعلاج لمختلف الحالات الطبية على الرغم مما سبق. لا تعتبر المجموعات المؤيدة للحياة أن هذه الممارسة غير أخلاقية بحد ذاتها عندما يحصل منع الانغراس دون قصد كأن يكون أثرًا جانبيًا للعلاج الطبي، مستشهدةً بمبدأ التأثير المزدوج الأخلاقي الحيوي. يمكن أيضًا أن يفوق التخفيض المقصود في حالات فشل الانغراس والإجهاض والوفيات الناتجة عن الإنجاب عند استخدام وسائل تحديد النسل الهرمونية بقصد منع التخصيب احتمال تسبب هذه الطريقة ببعض حالات فشل الانغراس.[بحاجة لمصدر]
تُعتبر الرضاعة الطبيعية من التطبيقات المرتبطة بمبدأ التأثير المزدوج. تثبط الرضاعة الطبيعية الإباضة بشكل كبير، ولكن ستُحرر إحدى البويضات في نهاية المطاف. يؤدي عيب الطور الأصفري الناجم عن الرضاعة الطبيعية إلى جعل بطانة الرحم معادية للانغراس، وبالتالي قد يمنع حصول الانغراس بعد التخصيب. وقد أعربت بعض المجموعات المؤيدة للاختيار عن قلقها من أن الحركة التي تعتبر وسائل تحديد النسل الهرمونية وسائل مجهضةً ستعتبر الرضاعة الطبيعية طريقةً للإجهاض أيضًا.

## الحمل القابل للاكتشاف
يمكن الكشف عن بروتين يسمى بعامل الحمل المبكر (EPF) في دم المرأة في غضون 48 ساعة من الإباضة في حال حدوث التخصيب، ولكن يستغرق اختبار الكشف عن عامل الحمل المبكر وقتًا طويلًا وكلفةً كبيرةً؛ تكشف معظم اختبارات الحمل المبكر عن هرمون موجهة الغدد التناسلية المشيمائية البشرية (hCG) الذي لا يفرز إلا بعد الانغراس. يؤدي تعريف الحمل على أنه بداية عملية الانغراس إلى اعتبار الحمل حالةً قابلةً للكشف عنها بسهولة.[بحاجة لمصدر]

## قضايا فلسفية
شُكك في التمييز في القيمة الأخلاقية بين الأشخاص الأحياء حاليًا والأشخاص المحتمل أن يصبحوا أحياءً مستقبلًا. ظهر بعد ذلك جدل حول اعتبار منع الحمل أو حتى قرار عدم الإنجاب على الإطلاق أمرًا غير أخلاقي بالاستناد إلى أسس مماثلة لتلك المُستخدمة مع الإجهاض. من هذا المنطلق، لا يمكن الربط بين فترة بداية الحمل والوقت الذي يُعتبر خلاله التدخل أو المساعدة أمرًا صحيحًا أو خاطئًا من الناحية الأخلاقية. انطلاقًا من وجهة نظر عواقبية، يمكن اعتبار توقيت المساعدة أو التدخل أمرًا غير ذي صلة، سواء كان قبل تكون الكائن البشري أو خلال عملية التكون أو بعدها، ويعود السبب في ذلك إلى أن النتيجة النهائية واحدة ببساطة، وهي وجود أو عدم وجود هذا الكائن البشري.[بحاجة لمصدر]